# RSR 501
Die Lokomotiven der Baureihe RSR 501 waren Streckendiesellokomotiven der Thailändischen Staatsbahn.

## Geschichte
Bereits Anfang der 1930er Jahre begannen die thailändischen Staatsbahnen (SRT), seinerzeit noch „Royal State Railways of Siam“ (RSR), Fernzüge in den Norden und Süden auf ihrem Meterspurnetz zu verdieseln. Zeitgleich mit einer Bestellung über sechs Lokomotiven (baugleich mit DSB MX 131–132) und sechs Triebwagen beim dänischen Hersteller Frichs tätigte man auch eine Bestellung über sechs dieselelektrische Lokomotiven bei der schweizerischen Firma Sulzer. Verbaut wurde ein 8-Zylinder-Motor von Sulzer mit einer Leistung von 450 PS, der mechanische Teil stammte von Henschel (Fabriknummern 21825 bis 21830/1931, Achsfolge (A1A)’(A1A)’-de), die elektrischen Komponenten steuerte Oerlikon bei. Nach Probefahrten auf der Rhätischen Bahn kamen die Maschinen als RSR 501 bis RSR 506 in den Betriebsdienst in Thailand.

## Einsatz und Verbleib
Die Lokomotiven scheinen sich bewährt zu haben und verzeichneten nur während und nach den Kriegszeiten aufgrund mangelnder Ersatzteilbeschaffung längere Standzeiten. Bis auf einen Kriegsverlust kamen alle in den 1950er Jahren zur inzwischen verstaatlichten Mae-Klong-Eisenbahn  (thailändisch ทางรถไฟสายแม่กลอง), die in Bangkoks Südwesten am Wongwian-Yai-Bahnhof startet. An zwei Endpunkten dieser Bahn sind bekannte Märkte direkt im Bahnhofsgelände, auf denen die Sonnenschirme kurz vor Einfahrt des Zuges weggeklappt werden. Auf diesen zwei isolierten Teilnetzen mit ihren leichteren Diensten waren sie zusammen mit anderen Veteranen bis etwa 1977 im Einsatz. Dann kamen abermals zwei Maschinen, 504 und 505, zur weiteren Verwendung als Werksloks zur Zementfabrik Jalaprathan bei Cha-am, 25 km nördlich von Hua Hin. Mit der Übernahme des Anteilseigners Italcementi an Jalaprathan Cement (JCC) im Jahre 2016 ist heute die HeidelbergCement Teilhaber des dortigen Werkes. Hier sollen beide Lokomotiven bis Anfang der 1990er Jahre und bis zu ihrem Ersatz durch kleinere B-Kuppler im Einsatz gewesen sein. Inzwischen ist der Werksanschluss komplett stillgelegt.
Nach ihrer Abstellung verblieben beide Maschinen zunächst noch im Werksgelände. Um das Jahr 2008 wurde 505 eine Art Denkmal und als Konferenzraum im Werk genutzt,  ihre Schwester 504 landete bei einem Schrotthändler. Beide waren zwischenzeitlich ihrer Motoren beraubt. Die im Werk verbliebene 505 oder das, was davon übrig geblieben ist, erhielt 2016 einen Neuanstrich. 504 landete im März 2016 letztendlich in Bangkok. Dort wurde sie zunächst bei dem kleineren Nachtmarkt Kaset-Nawamin in Bangkoks Nordosten aufgestellt. Kein Jahr später trat sie ihre vermutlich letzte Reise an und befand sich Anfang 2017 auf dem großen Rod Fai (Train) Night Market in der 51 Soi Srinagarindra im Bezirk Khwaeng Nong Bon von Bangkok/Khet Prawet – auch als Srinakarin Train Market bezeichnet – in direkter Nachbarschaft zum Suang Luan Park Rama IX.